# أدريان باقيري
أدريان باقيري (بالفرنسية: Adrien Pagerie) (8 مايو 1992 بكليرمون فيران في فرنسا - ) هو لاعب كرة قدم فرنسي في مركز الدفاع. لعب مع نادي أورليانز ونادي كليرمونت 63.

## وصلات خارجية
- أدريان باقيري على موقع رابطة كرة القدم الفرنسية للمحترفين (الإنجليزية)
- أدريان باقيري على موقع قاعدة بيانات كرة القدم.إي يو (الإنجليزية)
- أدريان باقيري على موقع Soccerway.com (الإنجليزية)